# Großer Preis von Spanien 1989
Der Große Preis von Spanien 1989 (offiziell XXXI Gran Premio Tio Pepe de España) fand am 1. Oktober auf dem Circuito Permanente de Jerez in Jerez de la Frontera statt und war das 14. Rennen der Formel-1-Weltmeisterschaft 1989.

## Berichte

### Hintergrund
In der Woche nach dem Großen Preis von Portugal entschied die FIA, Nigel Mansell für den folgenden WM-Lauf in Spanien zu sperren. Der Grund dafür war die Tatsache, dass er seine Disqualifikation nach unerlaubtem Rückwärtsfahren in der Boxengasse ignoriert hatte. Mansell drohte damit, seine Formel-1-Karriere zu beenden, falls die Entscheidung nicht zurückgenommen werde, musste jedoch letzten Endes nachgeben.
Jean Alesi übernahm anstelle seiner Vertretung Johnny Herbert wieder das Cockpit des zweiten Tyrrell neben Stammpilot Jonathan Palmer. Christian Danner musste seinen Platz bei Rial Racing zugunsten von Gregor Foitek räumen, der den ersten Teil der Saison bereits erfolglos für EuroBrun bestritten hatte.
Mit Alain Prost und Ayrton Senna (jeweils einmal) traten zwei ehemalige Sieger zu diesem Grand Prix an.

### Training
Senna qualifizierte sich für die Pole-Position vor Gerhard Berger, Prost und Pierluigi Martini, der erneut eine überzeugende Trainingsleistung zeigte. Philippe Alliot bildete zusammen mit Riccardo Patrese die dritte Startreihe.

### Rennen
Senna führte das Rennen von der ersten Runde bis ins Ziel an, gefolgt von Berger, der seine Position ebenfalls durchgängig verteidigte. Prost als Drittplatzierter fiel lediglich für eine Runde infolge eines Boxenstopps auf den vierten Rang zurück. Alesi erreichte das Ziel als Vierter vor Patrese und Alliot.
Prosts dritter Platz verschaffte ihm nur noch zwei Rennen vor Schluss einen Vorsprung von 16 Punkten vor Senna. Um seinen Titel zu behalten, müsste der Brasilianer sowohl in Japan als auch in Australien gewinnen.

## Meldeliste
| Team                            | Nr. | Fahrer                | Chassis         | Motor                    | Reifen |
| ------------------------------- | --- | --------------------- | --------------- | ------------------------ | ------ |
| Honda Marlboro McLaren          | 01  | Ayrton Senna          | McLaren MP4/5   | Honda RA109E 3.5 V10     | G      |
| Honda Marlboro McLaren          | 02  | Alain Prost           | McLaren MP4/5   | Honda RA109E 3.5 V10     | G      |
| Tyrrell Racing Organisation     | 03  | Jonathan Palmer       | Tyrrell 018     | Ford Cosworth DFR 3.5 V8 | G      |
| Tyrrell Racing Organisation     | 04  | Jean Alesi            | Tyrrell 018     | Ford Cosworth DFR 3.5 V8 | G      |
| Canon Williams Team             | 05  | Thierry Boutsen       | Williams FW13   | Renault RS1 3.5 V10      | G      |
| Canon Williams Team             | 06  | Riccardo Patrese      | Williams FW12C  | Renault RS1 3.5 V10      | G      |
| Motor Racing Developments       | 07  | Martin Brundle        | Brabham BT58    | Judd EV 3.5 V8           | P      |
| Motor Racing Developments       | 08  | Stefano Modena        | Brabham BT58    | Judd EV 3.5 V8           | P      |
| Arrows Grand Prix International | 09  | Derek Warwick         | Arrows A11      | Ford Cosworth DFR 3.5 V8 | G      |
| Arrows Grand Prix International | 10  | Eddie Cheever         | Arrows A11      | Ford Cosworth DFR 3.5 V8 | G      |
| Camel Team Lotus                | 11  | Nelson Piquet         | Lotus 101       | Judd CV 3.5 V8           | G      |
| Camel Team Lotus                | 12  | Satoru Nakajima       | Lotus 101       | Judd CV 3.5 V8           | G      |
| Leyton House March Racing Team  | 15  | Maurício Gugelmin     | March CG891     | Judd CV 3.5 V8           | G      |
| Leyton House March Racing Team  | 16  | Ivan Capelli          | March CG891     | Judd CV 3.5 V8           | G      |
| Osella Squadra Corse            | 17  | Nicola Larini         | Osella FA1M     | Ford Cosworth DFR 3.5 V8 | P      |
| Osella Squadra Corse            | 18  | Piercarlo Ghinzani    | Osella FA1M     | Ford Cosworth DFR 3.5 V8 | P      |
| Benetton Formula Ltd            | 19  | Alessandro Nannini    | Benetton B189   | Ford Cosworth DFR 3.5 V8 | G      |
| Benetton Formula Ltd            | 20  | Emanuele Pirro        | Benetton B189   | Ford Cosworth DFR 3.5 V8 | G      |
| BMS Scuderia Italia             | 21  | Alex Caffi            | Dallara BMS 189 | Ford Cosworth DFR 3.5 V8 | P      |
| BMS Scuderia Italia             | 22  | Andrea de Cesaris     | Dallara BMS 189 | Ford Cosworth DFR 3.5 V8 | P      |
| Minardi Team SpA                | 23  | Pierluigi Martini     | Minardi M189    | Ford Cosworth DFR 3.5 V8 | P      |
| Minardi Team SpA                | 24  | Luis Pérez-Sala       | Minardi M189    | Ford Cosworth DFR 3.5 V8 | P      |
| Ligier Loto                     | 25  | René Arnoux           | Ligier JS33     | Ford Cosworth DFR 3.5 V8 | G      |
| Ligier Loto                     | 26  | Olivier Grouillard    | Ligier JS33     | Ford Cosworth DFR 3.5 V8 | G      |
| Scuderia Ferrari SpA SEFAC      | 28  | Gerhard Berger        | Ferrari 640     | Ferrari 035/5 3.5 V12    | G      |
| Équipe Larrousse                | 29  | Michele Alboreto      | Lola LC89       | Lamborghini 3512 3.5 V12 | G      |
| Équipe Larrousse                | 30  | Philippe Alliot       | Lola LC89       | Lamborghini 3512 3.5 V12 | G      |
| Coloni SpA                      | 31  | Roberto Moreno        | Coloni FC189    | Ford Cosworth DFR 3.5 V8 | P      |
| Coloni SpA                      | 32  | Enrico Bertaggia      | Coloni FC189    | Ford Cosworth DFR 3.5 V8 | P      |
| EuroBrun Racing                 | 33  | Oscar Larrauri        | EuroBrun ER189  | Judd CV 3.5 V8           | P      |
| West Zakspeed Racing            | 34  | Bernd Schneider       | Zakspeed 891    | Yamaha OX88 3.5 V8       | P      |
| West Zakspeed Racing            | 35  | Aguri Suzuki          | Zakspeed 891    | Yamaha OX88 3.5 V8       | P      |
| Moneytron Onyx Formula One      | 36  | Stefan Johansson      | Onyx ORE-1      | Ford Cosworth DFR 3.5 V8 | G      |
| Moneytron Onyx Formula One      | 37  | JJ Lehto              | Onyx ORE-1      | Ford Cosworth DFR 3.5 V8 | G      |
| Rial Racing                     | 38  | Gregor Foitek         | Rial ARC2       | Ford Cosworth DFR 3.5 V8 | G      |
| Rial Racing                     | 39  | Pierre-Henri Raphanel | Rial ARC2       | Ford Cosworth DFR 3.5 V8 | G      |
| AGS Racing                      | 40  | Gabriele Tarquini     | AGS JH24        | Ford Cosworth DFR 3.5 V8 | G      |
| AGS Racing                      | 41  | Yannick Dalmas        | AGS JH24        | Ford Cosworth DFR 3.5 V8 | G      |

## Klassifikationen

### Qualifying
| Pos. | Fahrer                | Konstrukteur     | Vorqualifikation | Vorqualifikation  | 1. Qualifikationstraining | 1. Qualifikationstraining | 2. Qualifikationstraining | 2. Qualifikationstraining | Start |
| Pos. | Fahrer                | Konstrukteur     | Zeit             | Ø-Geschwindigkeit | Zeit                      | Ø-Geschwindigkeit         | Zeit                      | Ø-Geschwindigkeit         | Start |
| ---- | --------------------- | ---------------- | ---------------- | ----------------- | ------------------------- | ------------------------- | ------------------------- | ------------------------- | ----- |
| 01   | Ayrton Senna          | McLaren-Honda    | –                | –                 | 1:21,855                  | 185,509 km/h              | 1:20,291                  | 189,122 km/h              | 01    |
| 02   | Gerhard Berger        | Ferrari          | –                | –                 | 1:22,276                  | 184,559 km/h              | 1:20,565                  | 188,479 km/h              | 02    |
| 03   | Alain Prost           | McLaren-Honda    | –                | –                 | 1:23,113                  | 182,701 km/h              | 1:21,368                  | 186,619 km/h              | 03    |
| 04   | Pierluigi Martini     | Minardi-Ford     | –                | –                 | 1:22,243                  | 184,633 km/h              | 1:21,479                  | 186,365 km/h              | 04    |
| 05   | Philippe Alliot       | Lola-Lamborghini | 1:24,610         | 179,468 km/h      | 1:23,597                  | 181,643 km/h              | 1:21,708                  | 185,842 km/h              | 05    |
| 06   | Riccardo Patrese      | Williams-Renault | –                | –                 | 1:24,033                  | 180,700 km/h              | 1:21,777                  | 185,685 km/h              | 06    |
| 07   | Nelson Piquet         | Lotus-Judd       | –                | –                 | 1:23,235                  | 182,433 km/h              | 1:21,922                  | 185,357 km/h              | 07    |
| 08   | Martin Brundle        | Brabham-Judd     | –                | –                 | 1:23,761                  | 181,287 km/h              | 1:22,133                  | 184,881 km/h              | 08    |
| 09   | Jean Alesi            | Tyrrell-Ford     | –                | –                 | 1:24,615                  | 179,458 km/h              | 1:22,363                  | 184,364 km/h              | 09    |
| 10   | Emanuele Pirro        | Benetton-Ford    | –                | –                 | 1:24,647                  | 179,390 km/h              | 1:22,567                  | 183,909 km/h              | 10    |
| 11   | Nicola Larini         | Osella-Ford      | 1:23,566         | 181,710 km/h      | 1:23,538                  | 181,771 km/h              | 1:22,620                  | 183,791 km/h              | 11    |
| 12   | Stefano Modena        | Brabham-Judd     | –                | –                 | 1:23,679                  | 181,465 km/h              | 1:22,826                  | 183,334 km/h              | 12    |
| 13   | Jonathan Palmer       | Tyrrell-Ford     | –                | –                 | 1:23,494                  | 181,867 km/h              | 1:23,052                  | 182,835 km/h              | 13    |
| 14   | Alessandro Nannini    | Benetton-Ford    | –                | –                 | 1:24,233                  | 180,271 km/h              | 1:23,105                  | 182,718 km/h              | 14    |
| 15   | Andrea de Cesaris     | Dallara-Ford     | –                | –                 | 1:24,900                  | 178,855 km/h              | 1:23,186                  | 182,540 km/h              | 15    |
| 16   | Derek Warwick         | Arrows-Ford      | –                | –                 | 1:24,161                  | 180,426 km/h              | 1:23,222                  | 182,461 km/h              | 16    |
| 17   | JJ Lehto              | Onyx-Ford        | 1:23,958         | 180,862 km/h      | 1:24,322                  | 180,081 km/h              | 1:23,243                  | 182,415 km/h              | 17    |
| 18   | Satoru Nakajima       | Lotus-Judd       | –                | –                 | –                         | –                         | 1:23,309                  | 182,271 km/h              | 18    |
| 19   | Ivan Capelli          | March-Judd       | –                | –                 | 1:23,401                  | 182,070 km/h              | –                         | –                         | 19    |
| 20   | Luis Pérez-Sala       | Minardi-Ford     | –                | –                 | 1:23,908                  | 180,970 km/h              | 1:23,443                  | 181,978 km/h              | 20    |
| 21   | Thierry Boutsen       | Williams-Renault | –                | –                 | 1:24,839                  | 178,984 km/h              | 1:23,657                  | 181,513 km/h              | 21    |
| 22   | Eddie Cheever         | Arrows-Ford      | –                | –                 | 1:24,222                  | 180,295 km/h              | 1:23,729                  | 181,357 km/h              | 22    |
| 23   | Alex Caffi            | Dallara-Ford     | –                | –                 | 1:24,658                  | 179,366 km/h              | 1:23,763                  | 181,283 km/h              | 23    |
| 24   | Olivier Grouillard    | Ligier-Ford      | –                | –                 | 1:24,991                  | 178,664 km/h              | 1:23,931                  | 180,920 km/h              | 24    |
| 25   | Piercarlo Ghinzani    | Osella-Ford      | 1:24,586         | 179,519 km/h      | 1:26,147                  | 176,266 km/h              | 1:24,003                  | 180,765 km/h              | 25    |
| 26   | Maurício Gugelmin     | March-Judd       | –                | –                 | 1:24,707                  | 179,263 km/h              | –                         | –                         | 26    |
| DNQ  | René Arnoux           | Ligier-Ford      | –                | –                 | 1:26,767                  | 175,007 km/h              | 1:25,190                  | 178,246 km/h              | –     |
| DNQ  | Pierre-Henri Raphanel | Rial-Ford        | –                | –                 | 1:28,311                  | 171,947 km/h              | 1:25,443                  | 177,718 km/h              | –     |
| DNQ  | Gregor Foitek         | Rial-Ford        | –                | –                 | 1:29,226                  | 170,184 km/h              | –                         | –                         | –     |
| DNPQ | Gabriele Tarquini     | AGS-Ford         | 1:24,847         | 178,967 km/h      | –                         | –                         | –                         | –                         | –     |
| DNPQ | Stefan Johansson      | Onyx-Ford        | 1:24,944         | 178,762 km/h      | –                         | –                         | –                         | –                         | –     |
| DNPQ | Roberto Moreno        | Coloni-Ford      | 1:25,074         | 178,489 km/h      | –                         | –                         | –                         | –                         | –     |
| DNPQ | Michele Alboreto      | Lola-Lamborghini | 1:25,646         | 177,297 km/h      | –                         | –                         | –                         | –                         | –     |
| DNPQ | Bernd Schneider       | Zakspeed-Yamaha  | 1:25,673         | 177,241 km/h      | –                         | –                         | –                         | –                         | –     |
| DNPQ | Yannick Dalmas        | AGS-Ford         | 1:26,131         | 176,299 km/h      | –                         | –                         | –                         | –                         | –     |
| DNPQ | Aguri Suzuki          | Zakspeed-Yamaha  | 1:26,609         | 175,326 km/h      | –                         | –                         | –                         | –                         | –     |
| DNPQ | Oscar Larrauri        | EuroBrun-Judd    | 1:26,803         | 174,934 km/h      | –                         | –                         | –                         | –                         | –     |
| DNPQ | Enrico Bertaggia      | Coloni-Ford      | 1:27,236         | 174,066 km/h      | –                         | –                         | –                         | –                         | –     |

### Rennen
| Pos. | Fahrer             | Konstrukteur     | Runden | Stopps | Zeit        | Start | Schnellste Runde |
| ---- | ------------------ | ---------------- | ------ | ------ | ----------- | ----- | ---------------- |
| 01   | Ayrton Senna       | McLaren-Honda    | 73     | 0      | 1:47:48,264 | 01    | 1:25,779         |
| 02   | Gerhard Berger     | Ferrari          | 73     | 1      | + 27,051    | 02    | 1:26,213         |
| 03   | Alain Prost        | McLaren-Honda    | 73     | 0      | + 53,788    | 03    | 1:26,758         |
| 04   | Jean Alesi         | Tyrrell-Ford     | 72     | 0      | + 1 Runde   | 09    | 1:26,807         |
| 05   | Riccardo Patrese   | Williams-Renault | 72     | 0      | + 1 Runde   | 06    | 1:26,211         |
| 06   | Philippe Alliot    | Lola-Lamborghini | 72     | 0      | + 1 Runde   | 05    | 1:26,272         |
| 07   | Andrea de Cesaris  | Dallara-Ford     | 72     | 0      | + 1 Runde   | 15    | 1:28,016         |
| 08   | Nelson Piquet      | Lotus-Judd       | 71     | 0      | + 2 Runden  | 07    | 1:26,476         |
| 09   | Derek Warwick      | Arrows-Ford      | 71     | 0      | + 2 Runden  | 16    | 1:27,186         |
| 10   | Jonathan Palmer    | Tyrrell-Ford     | 71     | 0      | + 2 Runden  | 13    | 1:27,540         |
| –    | Eddie Cheever      | Arrows-Ford      | 61     | 0      | DNF         | 22    | 1:26,650         |
| –    | Emanuele Pirro     | Benetton-Ford    | 59     | 0      | DNF         | 10    | 1:27,272         |
| –    | Alex Caffi         | Dallara-Ford     | 55     | 0      | DNF         | 23    | 1:29,338         |
| –    | Martin Brundle     | Brabham-Judd     | 51     | 0      | DNF         | 08    | 1:27,870         |
| –    | Maurício Gugelmin  | March-Judd       | 47     | 0      | DNF         | 26    | 1:28,285         |
| –    | Luis Pérez-Sala    | Minardi-Ford     | 47     | 0      | DNF         | 20    | 1:28,322         |
| –    | Thierry Boutsen    | Williams-Renault | 40     | 0      | DNF         | 21    | 1:29,457         |
| –    | Olivier Grouillard | Ligier-Ford      | 34     | 0      | DNF         | 24    | 1:29,611         |
| –    | Pierluigi Martini  | Minardi-Ford     | 27     | 0      | DNF         | 04    | 1:29,000         |
| –    | Ivan Capelli       | March-Judd       | 23     | 0      | DNF         | 19    | 1:28,582         |
| –    | JJ Lehto           | Onyx-Ford        | 20     | 0      | DNF         | 17    | 1:30,206         |
| –    | Piercarlo Ghinzani | Osella-Ford      | 17     | 0      | DNF         | 25    | 1:31,570         |
| –    | Alessandro Nannini | Benetton-Ford    | 14     | 0      | DNF         | 14    | 1:27,301         |
| –    | Stefano Modena     | Brabham-Judd     | 11     | 0      | DNF         | 12    | 1:30,142         |
| –    | Nicola Larini      | Osella-Ford      | 6      | 0      | DNF         | 11    | 1:30,578         |
| –    | Satoru Nakajima    | Lotus-Judd       | 0      | 0      | DNF         | 18    | –                |

## WM-Stände nach dem Rennen
Die ersten sechs des Rennens bekamen 9, 6, 4, 3, 2 bzw. 1 Punkt(e). Streichresultate sind in Klammern gesetzt. In der Fahrerwertung wurden die besten elf Resultate, in der Konstrukteurswertung alle Resultate gewertet.

### Fahrerwertung
| Pos. | Fahrer             | Konstrukteur                    | Punkte  |
| ---- | ------------------ | ------------------------------- | ------- |
| 01   | Alain Prost        | McLaren-Honda                   | 76 (81) |
| 02   | Ayrton Senna       | McLaren-Honda                   | 60      |
| 03   | Nigel Mansell      | Ferrari                         | 38      |
| 04   | Riccardo Patrese   | Williams-Renault                | 30      |
| 05   | Thierry Boutsen    | Williams-Renault                | 24      |
| 06   | Gerhard Berger     | Ferrari                         | 21      |
| 07   | Alessandro Nannini | Benetton-Ford                   | 17      |
| 08   | Nelson Piquet      | Lotus-Judd                      | 9       |
| 09   | Jean Alesi         | Tyrrell-Ford                    | 8       |
| 10   | Eddie Cheever      | Arrows-Ford                     | 6       |
| 11   | Michele Alboreto   | Tyrrell-Ford / Lola-Lamborghini | 6       |
| 12   | Derek Warwick      | Arrows-Ford                     | 6       |
| 13   | Stefan Johansson   | Onyx-Ford                       | 6       |
| 14   | Johnny Herbert     | Benetton-Ford / Tyrrell-Ford    | 5       |
| 15   | Andrea de Cesaris  | Dallara-Ford                    | 4       |
| 16   | Alex Caffi         | Dallara-Ford                    | 4       |
| 17   | Stefano Modena     | Brabham-Judd                    | 4       |
| 18   | Maurício Gugelmin  | March-Judd                      | 4       |
| 19   | Pierluigi Martini  | Minardi-Ford                    | 4       |
| 20   | Christian Danner   | Rial-Ford                       | 3       |

| Pos. | Fahrer                | Konstrukteur     | Punkte |
| ---- | --------------------- | ---------------- | ------ |
| 21   | René Arnoux           | Ligier-Ford      | 2      |
| 22   | Martin Brundle        | Brabham-Judd     | 2      |
| 23   | Jonathan Palmer       | Tyrrell-Ford     | 2      |
| 24   | Gabriele Tarquini     | AGS-Ford         | 1      |
| 25   | Luis Pérez-Sala       | Minardi-Ford     | 1      |
| 26   | Olivier Grouillard    | Ligier-Ford      | 1      |
| 27   | Philippe Alliot       | Lola-Lamborghini | 1      |
| 28   | Satoru Nakajima       | Lotus-Judd       | 0      |
| 29   | Emanuele Pirro        | Benetton-Ford    | 0      |
| 30   | Ivan Capelli          | March-Judd       | 0      |
| 31   | Éric Bernard          | Lola-Lamborghini | 0      |
| 32   | Bertrand Gachot       | Onyx-Ford        | 0      |
| 33   | Nicola Larini         | Osella-Ford      | 0      |
| 34   | Martin Donnelly       | Arrows-Ford      | 0      |
| –    | Roberto Moreno        | Coloni-Ford      | 0      |
| –    | Piercarlo Ghinzani    | Osella-Ford      | 0      |
| –    | Bernd Schneider       | Zakspeed-Yamaha  | 0      |
| –    | Pierre-Henri Raphanel | Coloni-Ford      | 0      |
| –    | Yannick Dalmas        | Lola-Lamborghini | 0      |
| –    | JJ Lehto              | Onyx-Ford        | 0      |

### Konstrukteurswertung
| Pos. | Konstrukteur     | Punkte |
| ---- | ---------------- | ------ |
| 01   | McLaren-Honda    | 141    |
| 02   | Ferrari          | 59     |
| 03   | Williams-Renault | 54     |
| 04   | Benetton-Ford    | 22     |
| 05   | Tyrrell-Ford     | 16     |
| 06   | Arrows-Ford      | 12     |
| 07   | Lotus-Judd       | 9      |
| 08   | Dallara-Ford     | 8      |
| 09   | Onyx-Ford        | 6      |
| 10   | Brabham-Judd     | 6      |

| Pos. | Konstrukteur     | Punkte |
| ---- | ---------------- | ------ |
| 11   | Minardi-Ford     | 5      |
| 12   | March-Judd       | 4      |
| 13   | Ligier-Ford      | 3      |
| 14   | Rial-Ford        | 3      |
| 15   | AGS-Ford         | 1      |
| 16   | Lola-Lamborghini | 1      |
| 17   | Osella-Ford      | 0      |
| –    | Coloni-Ford      | 0      |
| –    | Zakspeed-Yamaha  | 0      |